# 나바론 가르발디
나바론 가르발디 가르시아(영어: Navarone Garibaldi Garcia, 1987년 3월 1일 ~ )는 미국의 음악가이자, 더 건즈의 리드 싱어이다. 가르시아는 프리실라 프레슬리의 둘째 아들이자 리사 마리 프레슬리의 이부 남동생이다.